# Hoy no es ayer
Hoy no es ayer es el segundo álbum solista del músico Alejandro Medina editado en 1994.

## Lista de canciones
Todas escritas y cantadas por Alejandro Medina.

| N.º | Título                               | Duración |  |
| 1.  | «Un ángel»                           |          |  |
| 3.  | «Ella Solo Piensa En Amar»           |          |  |
| 4.  | «Un Trago de Whisky»                 |          |  |
| 5.  | «Otra Vez Más»                       |          |  |
| 6.  | «Amame Ó Déjame»                     |          |  |
| 7.  | «División de Bienes»                 |          |  |
| 8.  | «Vete a vos»                         |          |  |
| 9.  | «Siento que el mundo se me acaba»    |          |  |
| 10. | «Dejavu»                             |          |  |
| 11. | «Outra Vez Mais (Versión Portugués)» |          |  |